# Arturo Serrano Plaja
Arturo Serrano Plaja (* 1909 in San Lorenzo de El Escorial; † 16. Juni 1979 in Santa Barbara) war ein spanischer Dichter und Romanist, der in den Vereinigten Staaten lehrte.

## Leben und Werk
Serrano Plaja war Dichter der Generación del 36. Er kämpfte im Spanischen Bürgerkrieg auf Seiten der Republikaner. 1939 verließ er Spanien und ging (nach einem Aufenthalt im Konzentrationslager von Saint-Cyprien (Pyrénées-Orientales)) nach Chile und Argentinien. Von 1945 bis 1961 lebte er in Paris und qualifizierte sich weiter zum Literaturwissenschaftler. Als solcher ging er 1961 in die Vereinigten Staaten und lehrte an der University of Wisconsin bei Antonio Sánchez Barbudo, dann an der University of Minnesota, schließlich von 1967 bis 1977 an der University of California at Santa Barbara Spanische Literaturgeschichte.

## Weitere Werke
- El hombre y el trabajo. Poesía, Barcelona 1938, Madrid 1978 (französisch durch Emmanuel Roblès: Les mains fertiles, Paris 1947)
- El realismo español. Ensayo sobre la manera de ser de los españoles, Buenos Aires 1944
- Antonio Machado, Buenos Aires 1944
- España en la Edad de Oro, Buenos Aires 1944
- El Greco, Buenos Aires 1945
- (Hrsg.) Antología de los místicos españoles, Buenos Aires 1946
- Galope de la suerte, 1945-1956, Buenos Aires 1958
- De Vigny a Kafka, Madrid 1961
- La mano de Dios pasa por este perro. Cadena de blanco-spirituals para matar el tiempo como Dios manda, Madrid 1965
- El absurdo en Camus y en Calderón de la Barca, Paris 1966
- Realismo mágico en Cervantes. «Don Quijote» visto desde «Tom Sawyer» y «El Idiota», Madrid 1967 (amerikanisch: "Magic" realism in Cervantes: Don Quixote as seen through Tom Sawyer and The Idiot, Berkeley 1970)
- El arte comprometido y el compromiso del arte y otros ensayos, Barcelona 1968
- Los Alamos oscuros, Barcelona 1970, 1982
- La Cacatúa atmosférica, Mexiko 1977
- ¿Es la religión el opio del pueblo ?, Madrid 1978
- Descansar en la frontera. Poesía en el exilio (1939-1970), hrsg. von José Ramón López García und Serge Salaün,  Sada 2007